# 岡山市立福南中学校
岡山市立福南中学校（おかやましりつふくなんちゅうがっこう）は、岡山県岡山市南区築港ひかり町にある公立中学校。

## 沿革
- 1977年（昭和52年）：岡山市立福浜中学校から分離、開校。

## 校訓
- 向学 友情　誠実

## 部活動
- 野球部
- サッカー部
- バスケットボール部
- バレーボール部
- ソフトテニス部
- 陸上競技部
- 剣道部
- 吹奏楽部
- 放送部
- 美術部
- 科学部

## 著名な学校関係者

### 出身者

#### スポーツ選手
- 大西容平 - カターレ富山
- 小野田賢 - テニスプレーヤー

## 通学区域が隣接している学校
- 岡山市立福浜中学校
- 岡山市立芳泉中学校
- 岡山市立光南台中学校 (児島湾を挟んで隣接。)
- 岡山市立操南中学校